# Kranggan (Kranggan)
Kranggan is een bestuurslaag in het regentschap Temanggung van de provincie Midden-Java, Indonesië. Kranggan telt 4981 inwoners (volkstelling 2010).